# Stadsdeel West (Enschede)
Stadsdeel West in de Nederlandse stad Enschede omvat de wijken Boswinkel, Pathmos, Stevenfenne, Ruwenbos, Stadsveld en 't Zwering, de dorpen Boekelo en Usselo en de buurtschappen Twekkelo en Goorseveld. In dit gebied zijn in totaal bijna 30.000 mensen woonachtig
Stadsdeelwethouder West is Harmjan Vedder (CU).